# Peter Sondakh
Peter Sondakh (* 1953 in Surabaya, Indonesien) gründete den indonesischen Rajawali-Konzern, dessen Eigentümer und Geschäftsführer er bis heute ist. Sondakh gehört als mehrfacher Milliardär zur Gruppe der reichsten Geschäftsleute Indonesiens.

## Leben und Karriere
Sondakh übernahm mit 22 Jahren das Geschäft seines früh verstorbenen Vaters, der ab 1954 mit Palmöl- und Holz gehandelt hatte. Sondakh realisierte als Partner von Bambano Trihatmodjo, einem Sohn des damaligen indonesischen Präsidenten Suharto, erfolgreich Hotelneubauten, darunter im Jahr 1986 das Grand Hyatt in Jakarta. 1989 wurde von ihm das Unternehmen Taksi-Express gegründet, dessen Geschäftsmodell eine Beteiligung der Taxifahrer ermöglichte.
Rajawali ist ein Mischkonzern, der diversifiziert u. a. im Hotelsektor (Sheraton, Novotel, Hyatt, Starwood), in der Tabakindustrie (Bentoel-Gruppe) und in der Zementindustrie (Semen Gresik) operiert. Rajawali ist beteiligt an einem Eisenbahnprojekt in Tarahan/Sumatra.
Peter Sondakh lebt in Beverly Hills/USA und Indonesien. Sondakh unterstützt generös und philanthropisch amerikanische Hochschulen, darunter die Harvard University, der das Asien Institut der Rajawali Stiftung zugeordnet ist. Sondakh hat in Interviews seine christliche Einstellung betont.